# Orlov (Krasnodar)
Orlov (del ruso: Орлов) es un jútor del raión de Gulkévichi del krai de Krasnodar, en el sur de Rusia. Está situado en la orilla derecha del río Zelenchuk Treti, 21 km al suroeste de Gulkévichi y 120 km al este de Krasnodar, la capital del krai. Tenía 125 habitantes en 2010.
Pertenece al municipio Nikolenskoye.